# 主龍型類
主龍形類（英文：Archosauriformes）又名初龍形類、初龍型類，在希臘文裡的意思是“佔優勢的蜥蜴”與“外形”，是雙孔類爬行動物的一個演化支，在晚二疊紀（約2億5000萬年前）從原始主龍形下綱祖先演化而來。這些主龍形類，包括古鱷科與更先進的物種，是外表上類似鱷魚、半水生的掠食動物，身長約1.5公尺，擁有長口鼻部，站立時手肘往外伸展。不像同時代獸孔目動物巨大的體積，古鱷科在二疊紀-三疊紀滅絕事件中存活下來，原因也許因為牠們是食腐動物，也許因為牠們能潛到水中躲避過熱的氣候。以上狀況都是假設的；唯一肯定的是這些動物在牠們的新環境是高度成功的，並且快速演化。
在三疊紀開始的數百萬年之內，古鱷科演化出引鱷科，引鱷科是第一群的陸棲優勢爬行動物，並且是小型靈活的派克鱷科的祖先，而派克鱷科成功演化出更先進的主龍類，主龍類快速地演化並佔滿了受巨大變動過後地球的生態位置。
早於派克鱷的主龍形類，在過去被劃分為槽齒目的古鱷亞目。經過近年的親緣分支分類法研究過後，古鱷亞目被發現是個並系群集合，而成為廢棄不用的名稱；而生存年代早於主龍類的近親物種，現在被認為是主龍形類的原始物種。

## 分類
- 主龍形類 Archosauriformes
  - ?†长鳞龙科 Longisquamidae
  - †属 Antarctanax
  - †加斯马吐鳄属 Chasmatosuchus
  - †库约鳄属 Cuyosuchus
  - †属 Eorasaurus
  - †迦梨鳄属 Kalisuchus
  - †属 Sarmatosuchus
  - †属 Triopticus
  - †齐马鳄属 Tsylmosuchus
  - †武氏龙属 Vjushkovisaurus
  - †属 Vonhuenia
  - †古鳄科 Proterosuchidae
  - †引鳄科 Erythrosuchidae
  - 真鱷腳類 Eucrocopoda Ezcurra, 2016
    - †科 Asperoridae
    - †属 Dorosuchus
    - †派克鳄科 Euparkeriidae
    - †原鳄龙类 Proterochampsia
      - †道斯威尔龙科 Doswelliidae
      - †原鳄龙科 Proterochampsidae

    - 镶嵌踝类 Crurotarsi
      - ?†植龙目 Phytosauria
      - 主龙类 Archosauria

## 外部連結
- Paleos

- Mikko's Phylogeny Archive